# Powiat Kędzierzyńsko-Kozielski
Der Powiat Kędzierzyńsko-Kozielski ist ein Powiat (Landkreis) in der polnischen Woiwodschaft Opole. Der Kreis hat eine Fläche von 625,28 km², auf denen rund 100.000 Einwohner leben.

## Städte und Gemeinden
Der Powiat umfasst sechs Gemeinden, davon eine Stadtgemeinde und fünf Landgemeinden.

### Stadtgemeinde
- Kędzierzyn-Koźle (Kandrzin-Cosel)

### Landgemeinden
- Birawa (polnisch Bierawa)
- Czissek (Cisek)
- Groß Neukirch (Polska Cerekiew)
- Pawlowitzke (Pawłowiczki)
- Reinschdorf (Reńska Wieś)

## Politik
Die Kreisverwaltung wird von einem Starosten geleitet. Seit 2024 ist dies Paweł Masełko, der Małgorzata Tudaj ablöste.
Kreistag
Der Kreistag besteht aus 21 Mitgliedern, die von der Bevölkerung gewählt werden. Die turnusmäßige Wahl 2024 brachte folgendes Ergebnis:
- Wahlkomitee „Sabina Nowosielska – Koalicja Obywatelska“ (KO) 42,0 % der Stimmen, 10 Sitze
- Schlesische Kommunalverwaltung (Deutsche Minderheit) 23,5 % der Stimmen, 6 Sitze
- Prawo i Sprawiedliwość (PiS) 17,7 % der Stimmen, 3 Sitze
- „Unabhängiges Wahlkomitee Marek Piasecki“ 9,3 %, 2 Sitze
- Trzecia Droga (TD) 5,5 % der Stimmen, kein Sitz

Die turnusmäßige Wahl 2018 brachte folgendes Ergebnis:
- Koalicja Obywatelska (KO) 34,7 % der Stimmen, 9 Sitze
- Wahlkomitee Deutsche Minderheit 22,9 % der Stimmen, 6 Sitze
- Prawo i Sprawiedliwość (PiS) 20,0 % der Stimmen, 4 Sitze
- „Unabhängiges Wahlkomitee Marek Piasecki“ 16,1 %, 2 Sitze
- Sojusz Lewicy Demokratycznej (SLD) / Lewica Razem (Razem) 6,4 % der Stimmen, kein Sitz